# 柔服县
柔服县，古县名。辽朝置，治所在今内蒙古自治区托克托县东北白塔。为云内州州治。元朝至元四年（1267年）废入云内州。其旧址即辽代云内州故城址，为第四批内蒙古自治区文物保护单位。